# Parafia św. Józefa Rzemieślnika w Zawidowie
Parafia św. Józefa Rzemieślnika w Zawidowie – parafia rzymskokatolicka w dekanacie leśniańskim w diecezji legnickiej. Obsługiwana jest przez księży diecezjalnych.

## Historia, zasięg parafii
Została erygowana 2 stycznia 1201. Obecnie liczy 5100 mieszkańców .Swoim terytorium obejmuje miejscowości: Ksawerów, Miedziana, Ostróżno, Skrzydlice, Stary Zawidów, Wielichów, Wilka, Wrociszów Dolny, Wrociszów Górny.
Proboszczem parafii od 2017 jest ks. Zbigniew Karaban.